# Торе дел Греко
То̀ре дел Грѐко (на италиански: Torre del Greco, на неаполитански: Torre o' Grieco, Торе о' Гриеко) е пристанищен град и община в Южна Италия, провинция Неапол, регион Кампания. Разположен е на брега на Тиренско море, в неаполитанския залив. Населението на града е 87 132 души (към 31 март 2011 г.).